# Philydraceae
Philydraceae — родина квіткових рослин, що складається з трьох родів і загалом шести відомих видів. Ця родина не була визнана багатьма систематиками. Система APG II 2003 року (без змін у порівнянні з системою APG 1998 року) справді визнає таку родину та поміщає її до порядку Commelinales, до клади комелінід, до однодольних. Він складається лише з небагатьох видів багаторічних тропічних рослин Південно-Східної Азії та Австралії.